# Temporada do Futebol Clube do Porto de 2012–13
A temporada do Futebol Clube do Porto de 2012–13 foi a 13ª temporada do FC Porto no século XXI. O FC Porto participou em cinco competições internas e externas, nomeadamente a Primeira Liga, a Taça de Portugal, a Taça da Liga, a Supertaça Cândido de Oliveira e a Liga dos Campeões.
O FC Porto acabou a época com dois títulos: a Supertaça Cândido de Oliveira de 2012 e a Primeira Liga de 2012–13. Jackson Martínez venceu ainda a Bola de Prata, acabando a liga com 26 golos marcados na sua época de estreia. Na Taça da Liga, a equipa foi eliminada pelo Braga na final, e nas outras competições onde esteve presente não chegou a atingir as finais.

## Resumo
O FC Porto manteve o técnico Vítor Pereira, contratado na época 2011–12 com a saída de André Villas-Boas para o Chelsea, e contratou o colombiano ponta-de-lança Jackson Martínez por oito milhões de euros, proveniente do Jaguares, com esperança de ser realmente o substituto de Radamel Falcao, após a contratação falhada de Kléber na época passada. Durante a pré-temporada, o FC Porto venceu o Troféu Pedro Pauleta e ganhou outros tantos jogos amigáveis, assim como perdeu algumas partidas.
O FC Porto venceu o primeiro título da época no seu primeiro jogo oficial, a 11 de agosto de 2012, a Supertaça Cândido de Oliveira de 2012, ganha à Académica de Coimbra no Estádio Municipal de Aveiro por 1–0, com golo do reforço Jackson Martínez. Foi o seu primeiro golo e título ao serviço do FC Porto, e o quarto título consecutivo do clube, algo inédito nesta competição.
Na jornada inaugural da liga, o Gil Vicente empatou em casa com o FC Porto por 0–0, mas a falta de golos rapidamente desfez-se, pois na jornada seguinte a equipa goleou o Vitória de Guimarães em casa por 4–0, e conseguiu marcar sempre até à 21ª jornada, altura em que o FC Porto empatou em casa do Sporting por 0–0. Pelo meio, já Hulk tinha sido transferido para o Zenit São Petersburgo, no entanto, o jogador ainda fez alguns jogos, tendo marcado dois golos, um ao mesmo Vitória de Guimarães e outro ao Olhanense, na vitória de 3–2 fora na 3ª jornada.
O desejo de conquistar a Taça de Portugal durou pouco, pois a equipa foi eliminada pelo Braga no seu terceiro jogo na competição, após a vitória de 1–0 sobre o Santa Eulália na terceira eliminatória e a vitória de 3–0 sobre o Nacional da Madeira na ronda seguinte. A equipa perdeu por 2–1 no Estádio Municipal de Braga nos oitavos-de-final. O mesmo Braga também eliminou o FC Porto na final da Taça da Liga, desta vez por 1–0, que garantiu assim o seu primeiro título da Taça da Liga. Curiosamente, as derrotas com o Braga foram sempre logo a seguir às vitórias do FC Porto sobre eles no campeonato. Antes da derrota na Taça, o FC Porto tinha ganho por 2–0 no Estádio Municipal, e antes da derrota na Taça da Liga, o FC Porto tinha ganho 3–1 no Dragão.
Na Liga dos Campeões, o clube, após uma boa campanha na fase-de-grupos, com apenas uma derrota, um empate e um segundo lugar, atrás do Paris Saint-Germain, foi eliminado pelo Málaga nos oitavos-de-final, perdendo na segunda mão por 2–0 no estádio da equipa adversária, valendo de pouco a vitória pela margem mínima na primeira mão. Contudo, o FC Porto conseguiu o melhor encaixe financeiro desde a época da vitória da Liga dos Campeões, em 2003–04, resultado dos bons resultados alcançados na fase-de-grupos.
O campeonato não fugiu e o clube conseguiu o seu terceiro consecutivo, o segundo de Vítor Pereira. A equipa bateu o Paços de Ferreira na última jornada da liga por 2–0, totalizando assim 78 pontos na liga, a um ponto do segundo classificado e rival Benfica, que no entanto perdera com o mesmo FC Porto na penúltima jornada por 2–1, com o golo da vitória do FC Porto a ser marcado ao cair do pano. Nessa altura, o Benfica estava a dois pontos do segundo classificado, o FC Porto. Jackson Martínez conseguiu ser ainda o melhor marcador da liga, com 26 golos marcados, e o FC Porto terminou o campeonato sem nenhuma derrota, com 24 vitórias e seis empates, "copiando" assim a época de André Villas-Boas de 2010–11.

## Equipamento
| Primeiro | Alternativo | Terceiro |  |

## Plantel
Nota: Bandeiras indicam equipe nacional, conforme definido pelas regras de elegibilidade da FIFA. Os jogadores podem ter mais de uma nacionalidade não-FIFA.
| N.º |           | Posição | Jogador                  |
| --- | --------- | ------- | ------------------------ |
| 1   | Brasil    | G       | Helton                   |
| 2   | Brasil    | D       | Danilo                   |
| 3   | Argentina | M       | Lucho González (capitão) |
| 4   | Brasil    | D       | Maicon                   |
| 5   | Colômbia  | D       | Héctor Quiñones          |
| 6   | Portugal  | M       | André Castro             |
| 7   | Argentina | A       | Iturbe                   |
| 9   | Colômbia  | A       | Jackson Martínez         |
| 11  | Brasil    | A       | Kléber                   |
| 12  | Brasil    | A       | Hulk                     |
| 13  | Portugal  | D       | Miguel Lopes             |
| 14  | Portugal  | D       | Rolando                  |
| 15  | Rússia    | M       | Marat Izmaylov           |
| 17  | Portugal  | A       | Varela                   |
| 20  | Angola    | A       | Djalma                   |

| N.º |           | Posição | Jogador          |
| --- | --------- | ------- | ---------------- |
| 21  | Áustria   | A       | Marc Janko       |
| 22  | França    | D       | Eliaquim Mangala |
| 23  | Senegal   | D       | Abdoulaye Ba     |
| 24  | Brasil    | G       | Fabiano          |
| 25  | Brasil    | M       | Fernando         |
| 26  | Brasil    | D       | Alex Sandro      |
| 27  | Gana      | M       | Christian Atsu   |
| 28  | Brasil    | A       | Kelvin           |
| 30  | Argentina | D       | Otamendi         |
| 31  | Brasil    | G       | Bracali          |
| 35  | Bélgica   | M       | Defour           |
| 41  | Angola    | G       | Kadú             |
| 49  | Brasil    | A       | Dellatorre       |
| 57  | Brasil    | A       | Sebá             |
| 70  | Portugal  | M       | Tozé             |

## Transferências
Aqui listam algumas das transferências mais importantes desta época.

### Entradas
| Jogador            | De               | Valor (€)                 | Notas            |
| Mercado de Verão   | Mercado de Verão | Mercado de Verão          | Mercado de Verão |
| ------------------ | ---------------- | ------------------------- | ---------------- |
| Fabiano Freitas    | Olhanense        | 1 200 000                 | —                |
| Jackson Martínez   | Jaguares         | 8 000 000                 | —                |
| Sebá               | Cruzeiro         | Empréstimo                | Equipa B         |
| Dellatorre         | Internacional    | ?                         | Equipa B         |
| Igor Stefanović    | Santa Clara      | Custo zero                | Equipa B         |
| Mercado de Inverno |                  |                           |                  |
| Izmaylov           | Sporting         | Em troca com Miguel Lopes | —                |
| Mauro Caballero    | Libertad         | 365 00                    | Equipa B         |
| Liedson            | Flamengo         | Empréstimo                | —                |

### Saídas
| Jogador            | Para             | Valor (€)        | Notas            |
| Mercado de Verão   | Mercado de Verão | Mercado de Verão | Mercado de Verão |
| ------------------ | ---------------- | ---------------- | ---------------- |
| Hulk               | Zenit            | 60 000 000       | —                |
| Marc Janko         | Trabzonspor      | 2 400 000        | —                |
| Djalma             | Kasimpasa        | Empréstimo       | —                |
| Bracali            | Olhanense        | Empréstimo       | —                |
| Mercado de Inverno |                  |                  |                  |
| Iturbe             | River Plate      | Empréstimo       | —                |
| Rolando            | Nápoles          | Empréstimo       | —                |
| Kléber             | Palmeiras        | Empréstimo       | —                |

## Jogos

### Pré-época
| 7 de julho de 2012 | FC Porto                                                               | 7 – 0     | Valadares Gaia | Vila Nova de Gaia, Portugal                                |  |
| 10:00 UTC          | Maicon Lucho González Juan Iturbe (2) Kelvin Christian Atsu Marc Janko | Relatório |                | Estádio: Centro de Treinos e Formação Desportiva PortoGaia |  |

| 11 de julho de 2012 | Servette | 0 – 2     | FC Porto       | Genebra, Suíça                                   |  |
| 20:00 UTC           |          | Relatório | Kléber 29' 61' | Estádio: Stade de Genève Árbitro: Stéphan Studer |  |

| 14 de julho de 2012 | Évian TG | 0 – 1     | FC Porto   | Le Bouveret, Suíça                                               |  |
| 18:15 UTC           |          | Relatório | Maicon 87' | Estádio: Complexo Desportivo Bout du Lac Árbitro: Sandro Schärer |  |

| 21 de julho de 2012 | FC Porto                                     | 3 – 0     | Celta de Vigo | Viseu, Portugal                                    |  |
| 19:45 UTC           | Lucho González 66' · Maicon 75' · Iturbe 77' | Relatório |               | Estádio: Estádio do Fontelo Árbitro: Carlos Xistra |  |

| 25 de julho de 2012 Pauleta | Santa Clara | 0 – 3     | FC Porto                                                    | Ponta Delgada, Portugal                              |  |
| 19:00 UTC                   |             | Relatório | Lucho González 39' (gp) · Christian Atsu 77' · Castro 90+3' | Estádio: Estádio de São Miguel Árbitro: Pedro Cabral |  |

| 28 de julho de 2012 Naranja | Valencia  | 1 – 1 (2 – 0 pen.)            | FC Porto           | Valencia, Espanha                                                  |  |
| 20:00 UTC                   | Jonas 64' | Relatório                     | Lucho González 57' | Estádio: Estádio de Mestalla Público: 23 000 Árbitro: Mateo Valero |  |
|                             |           | Penalidades                   |                    |                                                                    |  |
| Parejo Gago Bernat          |           | Kléber Iturbe Kelvin Moutinho |                    |                                                                    |  |

| 4 de agosto de 2012 | FC Porto | 0 – 0     | Lyon | Porto                                                                 |  |
| 20:45 UTC           |          | Relatório |      | Estádio: Estádio do Dragão Público: 42 709 Árbitro: Artur Soares Dias |  |

### Supertaça Cândido de Oliveira
| 11 de agosto de 2012 | FC Porto             | 1 – 0     | Académica    | Aveiro                                                                             |  |
| 20:45 UTC            | Jackson Martínez 90' | Relatório | {{{golos2}}} | Estádio: Estádio Municipal de Aveiro Público: 26 825 Árbitro: Olegário Benquerença |  |

### Liga ZON Sagres
| 19 de agosto de 2012 1 | Gil Vicente | 0 – 0     | FC Porto     | Barcelos                                                                 |  |
| 18:15 UTC              |             | Relatório | {{{golos2}}} | Estádio: Estádio Cidade de Barcelos Público: 8 298 Árbitro: Duarte Gomes |  |

| 25 de agosto de 2012 2 | FC Porto                                                      | 4 – 0     | Vitória de Guimarães | Porto                                                           |  |
| 20:30 UTC              | Lucho González 15' 71' · Hulk 66' · Jackson Martínez 80' (gp) | Relatório | {{{golos2}}}         | Estádio: Estádio do Dragão Público: 35 503 Árbitro: Hugo Miguel |  |

| 1 de setembro de 2012 3 | Olhanense                    | 2 – 3     | FC Porto                                              | Faro                                                              |  |
| 20:30 UTC               | Abdi 13' · Tiago Targino 86' | Relatório | James Rodríguez 43' · Jackson Martínez 49' · Hulk 72' | Estádio: Estádio do Algarve Público: 9 498 Árbitro: João Ferreira |  |

| 22 de setembro de 2012 4 | FC Porto                                                             | 4 – 0     | Beira-Mar | Porto                                                           |  |
| 20:30 UTC                | Jackson Martínez 32' · Varela 38' · James Rodríguez 47' · Maicon 71' | Relatório |           | Estádio: Estádio do Dragão Público: 28 609 Árbitro: Manuel Mota |  |

| 29 de setembro de 2012 5 | Rio Ave           | 2 – 2     | FC Porto                                | Vila do Conde                                                    |  |
| 20:30 UTC                | Tarantini 78' 85' | Relatório | Miguel Lopes 32' · Jackson Martínez 89' | Estádio: Estádio dos Arcos Público: 3 341 Árbitro: Bruno Esteves |  |

| 7 de outubro de 2012 6 | FC Porto                                       | 2 – 0     | Sporting | Porto                                                           |  |
| 20:45 UTC              | Jackson Martínez 9' · James Rodríguez 83' (gp) | Relatório |          | Estádio: Estádio do Dragão Público: 38 909 Árbitro: Jorge Sousa |  |

| 28 de outubro de 2012 7 | Estoril           | 1 – 2     | FC Porto                          | Estoril                                                                      |  |
| 20:15 UTC               | Steven Vitória 9' | Relatório | Varela 56' · Jackson Martínez 60' | Estádio: Estádio António Coimbra da Mota Público: 4 934 Árbitro: João Capela |  |

| 2 de novembro de 2012 8 | FC Porto                                                       | 5 – 0     | Marítimo     | Porto                                                             |  |
| 20:15 UTC               | Jackson Martínez 4' 59' · Varela 35' · James Rodríguez 72' 77' | Relatório | {{{golos2}}} | Estádio: Estádio do Dragão Público: 27 609 Árbitro: Cosme Machado |  |

| 11 de novembro de 2012 9 | FC Porto                                | 2 – 1     | Académica          | Porto                                                            |  |
| 18:00 UTC                | James Rodríguez 50' · João Moutinho 62' | Relatório | Wilson Eduardo 79' | Estádio: Estádio do Dragão Público: 31 910 Árbitro: Hugo Pacheco |  |

| 25 de novembro de 2012 10 | Braga | 0 – 2     | FC Porto                                     | Braga                                                                     |  |
| 20:15 UTC                 |       | Relatório | James Rodríguez 90' · Jackson Martínez 90+3' | Estádio: Estádio Municipal de Braga Público: 31 910 Árbitro: Hugo Pacheco |  |

| 8 de dezembro de 2012 11 | FC Porto             | 1 – 0     | Moreirense | Porto                                                            |  |
| 20:30 UTC                | Jackson Martínez 71' | Relatório |            | Estádio: Estádio do Dragão Público: 24 610 Árbitro: Vasco Santos |  |

| 23 de janeiro de 2013 12 | Vitória de Setúbal | 0 – 3     | FC Porto                                            | Setúbal                                                          |  |
| 20:15 UTC                |                    | Relatório | Jackson Martínez 9' (gp) 86' · Lucho González 90+1' | Estádio: Estádio do Bonfim Público: 2 828 Árbitro: Pedro Proença |  |

| 5 de janeiro de 2013 13 | FC Porto             | 1 – 0     | Nacional | Porto                                                         |  |
| 20:30 UTC               | Jackson Martínez 24' | Relatório |          | Estádio: Estádio do Dragão Público: 27 109 Árbitro: Rui Costa |  |

| 13 de janeiro de 2013 14 | Benfica                | 2 – 2     | FC Porto                          | Lisboa                                                         |  |
| 20:15 UTC                | Matic 10' · Gaitán 17' | Relatório | Mangala 8' · Jackson Martínez 15' | Estádio: Estádio da Luz Público: 60 556 Árbitro: João Ferreira |  |

| 19 de agosto de 2012 15 | FC Porto                             | 2 – 0     | Paços de Ferreira | Porto                                                           |  |
| 20:15 UTC               | Alex Sandro 46' · Marat Izmaylov 78' | Relatório |                   | Estádio: Estádio do Dragão Público: 22 703 Árbitro: Jorge Sousa |  |

| 28 de janeiro de 2013 16 | FC Porto                                                                          | 5 – 0     | Gil Vicente | Porto                                                              |  |
| 20:00 UTC                | Danilo 4' · Vítor Vinha 11' (ag) · Defour 54' · Varela 75' · Jackson Martínez 90' | Relatório |             | Estádio: Estádio do Dragão Público: 24 202 Árbitro: Paulo Baptista |  |

| 2 de fevereiro de 2013 17 | Vitória de Guimarães | 0 – 4     | FC Porto                                   | Guimarães                                                                    |  |
| 20:30 UTC                 |                      | Relatório | Mangala 14' · Jackson Martínez 37' 56' 73' | Estádio: Estádio D. Afonso Henriques Público: 17 244 Árbitro: Marco Ferreira |  |

| 10 de fevereiro de 2013 18 | FC Porto             | 1 – 1     | Olhanense        | Porto                                                             |  |
| 20:15 UTC                  | Jackson Martínez 55' | Relatório | Tiago Targino 7' | Estádio: Estádio do Dragão Público: 26 809 Árbitro: Cosme Machado |  |

| 15 de fevereiro de 2013 19 | Beira-Mar | 0 – 2     | FC Porto                                  | Aveiro                                                      |  |
| 20:30 UTC                  |           | Relatório | Christian Atsu 34' · Jackson Martínez 73' | Estádio: Estádio Municipal de Aveiro Árbitro: Carlos Xistra |  |

| 23 de fevereiro de 2013 20 | FC Porto                        | 2 – 1     | Rio Ave   | Porto                                                                 |  |
| 20:15 UTC                  | Jackson Martínez 45+2' (gp) 77' | Relatório | Braga 38' | Estádio: Estádio do Dragão Público: 27 859 Árbitro: Artur Soares Dias |  |

| 2 de março de 2013 21 | Sporting | 0 – 0     | FC Porto | Lisboa                                                 |  |
| 19:45 UTC             |          | Relatório |          | Estádio: Estádio José Alvalade Árbitro: Paulo Baptista |  |

| 8 de março de 2013 22 | FC Porto                              | 2 – 0     | Estoril | Porto                                                            |  |
| 20:00 UTC             | Maicon 4' · Jackson Martínez 14' (gp) | Relatório |         | Estádio: Estádio do Dragão Público: 24 604 Árbitro: Nuno Almeida |  |

| 17 de março de 2013 23 | Marítimo         | 1 – 1     | FC Porto            | Funchal                                                            |  |
| 18:00 UTC              | Suk Hyun-Jun 38' | Relatório | James Rodríguez 34' | Estádio: Estádio dos Barreiros Público: 2 000 Árbitro: João Capela |  |

| 30 de março de 2013 24 | Académica de Coimbra | 0 – 3     | FC Porto                              | Coimbra                                                   |  |
| 18:15 UTC              |                      | Relatório | Mangala 16' · Danilo 52' · Castro 89' | Estádio: Estádio Cidade de Coimbra Árbitro: Bruno Esteves |  |

| 8 de abril de 2013 25 | FC Porto                             | 3 – 1     | Braga    | Porto                                                             |  |
| 20:00 UTC             | James Rodríguez 37' · Kelvin 83' 86' | Relatório | Alan 23' | Estádio: Estádio do Dragão Público: 31 210 Árbitro: Pedro Proença |  |

| 20 de abril de 2013 26 | Moreirense | 0 – 3     | FC Porto                                | Moreira de Cónegos                                                             |  |
| 20:30 UTC              |            | Relatório | Jackson Martínez 34' 55' · Fernando 52' | Estádio: Estádio Comendador Joaquim de Almeida Freitas Árbitro: Marco Ferreira |  |

| 27 de abril de 2013 27 | FC Porto                        | 2 – 0     | Vitória de Setúbal | Porto                                                             |  |
| 20:30 UTC              | Lucho González 64' · Defour 87' | Relatório |                    | Estádio: Estádio do Dragão Público: 32 410 Árbitro: Carlos Xistra |  |

| 4 de maio de 2013 28 | Nacional          | 1 – 3     | FC Porto                                                    | Choupana                                           |  |
| 20:30 UTC            | Candeias 27' (gp) | Relatório | James Rodríguez 10' · Mangala 20' · Lucho González 22' (gp) | Estádio: Estádio da Madeira Árbitro: Cosme Machado |  |

| 11 de maio de 2013 29 | FC Porto                             | 2 – 1     | Benfica  | Porto                                                             |  |
| 20:30 UTC             | Maxi Pereira 26' (ag) · Kelvin 90+2' | Relatório | Lima 19' | Estádio: Estádio do Dragão Público: 52 048 Árbitro: Pedro Proença |  |

| 19 de maio de 2013 30 | Paços de Ferreira | 0 – 2     | FC Porto                                       | Paços de Ferreira                                      |  |
| 18:30 UTC             |                   | Relatório | Lucho González 23' (gp) · Jackson Martínez 52' | Estádio: Estádio Capital do Móvel Árbitro: Hugo Miguel |  |

### Liga dos Campeões

#### Fase de Grupos (Grupo A)
| Equipe              | Pts | J | V | E | D | GM | GS | DG  |
| ------------------- | --- | - | - | - | - | -- | -- | --- |
| Paris Saint-Germain | 15  | 6 | 5 | 0 | 1 | 14 | 3  | +11 |
| Porto               | 13  | 6 | 4 | 1 | 1 | 10 | 3  | +6  |
| Dínamo de Kiev      | 5   | 6 | 1 | 2 | 3 | 6  | 10 | –4  |
| Dínamo Zagreb       | 1   | 6 | 0 | 1 | 5 | 1  | 14 | –13 |

| 18 de setembro de 2012 1 | Dínamo Zagreb | 0 – 2     | FC Porto                                 | Zagreb, Croácia                           |  |
| 19:45 UTC                |               | Relatório | Lucho González 41' · Steven Defour 90+2' | Estádio: Maksimir Árbitro: Daniele Orsato |  |

| 3 de outubro de 2012 2 | FC Porto            | 1 – 0     | Paris Saint-Germain | Porto                                                           |  |
| 19:45 UTC              | James Rodríguez 83' | Relatório |                     | Estádio: Estádio do Dragão Público: 36 509 Árbitro: Howard Webb |  |

| 24 de outubro de 2012 3 | FC Porto                              | 3 – 2     | Dynamo Kyiv                      | Porto                                                              |  |
| 19:45 UTC               | Varela 15' · Jackson Martínez 36' 78' | Relatório | Oleg Gusev 21' · Ideye Brown 72' | Estádio: Estádio do Dragão Público: 29 317 Árbitro: Pavel Královec |  |

| 6 de novembro de 2012 4 | Dynamo Kyiv | 0 – 0     | FC Porto | Kyiv, Ucrânia                                               |  |
| 19:45 UTC               |             | Relatório |          | Estádio: Estádio Olímpico de Kiev Árbitro: Undiano Mallenco |  |

| 21 de novembro de 2012 5 | FC Porto                                            | 3 – 0     | Dínamo Zagreb | Porto                                                                 |  |
| 19:45 UTC                | Lucho González 20' · João Moutinho 67' · Varela 85' | Relatório |               | Estádio: Estádio do Dragão Público: 27 603 Árbitro: Paolo Tagliavento |  |

| 4 de dezembro de 2012 6 | Paris Saint-Germain            | 2 – 1     | FC Porto             | Paris, França                                                    |  |
| 19:45 UTC               | Thiago Silva 29' · Lavezzi 61' | Relatório | Jackson Martínez 33' | Estádio: Parc des Princes Público: 45 512 Árbitro: Craig Thomson |  |

#### Fase final
Oitavos-de-final
| 19 de fevereiro de 2013 1ª mão | FC Porto          | 1 – 0     | Málaga | Porto                                                                |  |
| 19:45 UTC                      | João Moutinho 56' | Relatório |        | Estádio: Estádio do Dragão Público: 42 209 Árbitro: Mark Clattenburg |  |

| 13 de março de 2013 2ª mão | Málaga                          | 2 – 0     | FC Porto | Málaga, Espanha                                      |  |
| 19:45 UTC                  | Isco 43' · Roque Santa Cruz 77' | Relatório |          | Estádio: Estádio La Rosaleda Árbitro: Nicola Rizzoli |  |

### Taça de Portugal
| 20 de outubro de 2012 3E | Santa Eulália | 0 – 1     | FC Porto   | Vizela                                                       |  |
| 14:30 UTC                |               | Relatório | Danilo 31' | Estádio: Campo Municipal de Santa Eulália Árbitro: Rui Costa |  |

| 17 de novembro de 2012 4E | Nacional | 0 – 3     | FC Porto                                      | Funchal                                                            |  |
| 20:15 UTC                 |          | Relatório | Lucho González 27' · Mangala 71' · Kléber 89' | Estádio: Estádio da Madeira Público: 1 500 Árbitro: Paulo Baptista |  |

| 30 de novembro de 2012 1/8 | Braga                      | 2 – 1     | FC Porto    | Braga                                                                            |  |
| 20:15 UTC                  | Danilo 75' (ag) · Éder 80' | Relatório | Mangala 13' | Estádio: Estádio Municipal de Braga Público: 9 070 Árbitro: Olegário Benquerença |  |

### Taça da Liga

#### Fase de Grupos (Grupo A)
| 19 de dezembro de 2012 1 | Nacional | 0 – 2     | FC Porto                          | Funchal                                                           |  |
| 18:00 UTC                |          | Relatório | Lucho González 32' · Otamendi 50' | Estádio: Estádio da Madeira Público: 1 437 Árbitro: Bruno Esteves |  |

| 30 de dezembro de 2012 2 | Estoril                | 2 – 2     | FC Porto                                 | Estoril                                                                         |  |
| 18:15 UTC                | Steven Vitória 15' 61' | Relatório | Jackson Martínez 32' · João Moutinho 89' | Estádio: Estádio António Coimbra da Mota Público: 3 257 Árbitro: Jorge Ferreira |  |

| 9 de janeiro de 2013 3 | FC Porto               | 1 – 0     | Vitória de Setúbal | Porto                                                           |  |
| 17:30 UTC              | João Moutinho 45' (gp) | Relatório |                    | Estádio: Estádio do Dragão Público: 12 808 Árbitro: João Capela |  |

### Fases finais
| 3 de abril de 2013 1/2 | FC Porto                                                             | 4 – 0     | Rio Ave | Porto                                           |  |
| 16:45 UTC              | James Rodríguez 57' (gp) · Fernando 72' · Defour 83' · Mangala 90+4' | Relatório |         | Estádio: Estádio do Dragão Árbitro: Hugo Miguel |  |

| 13 de abril de 2013 F | Braga           | 1 – 0     | FC Porto | Coimbra                                                 |  |
| 19:45 UTC             | Alan 45+2' (gp) | Relatório |          | Estádio: Estádio Cidade de Coimbra Árbitro: João Capela |  |

## Estatísticas

### Marcadores
| # | Jogador          | C  | TP | TL | S | E | Total |
| - | ---------------- | -- | -- | -- | - | - | ----- |
| 1 | Jackson Martínez | 26 | 0  | 1  | 1 | 3 | 31    |
| 2 | James Rodríguez  | 10 | 0  | 1  | 0 | 1 | 12    |
| 3 | Lucho González   | 9  | 1  | 1  | 0 | 2 | 10    |
| 4 | Mangala          | 4  | 2  | 1  | 0 | 0 | 7     |
| 5 | Varela           | 4  | 0  | 0  | 0 | 2 | 6     |
| 6 | João Moutinho    | 1  | 0  | 2  | 0 | 2 | 4     |
| 6 | Defour           | 2  | 0  | 1  | 0 | 1 | 4     |
| 7 | Danilo           | 2  | 1  | 0  | 0 | 0 | 3     |
| 7 | Kelvin           | 3  | 0  | 0  | 0 | 0 | 3     |
| 8 | Hulk             | 2  | 0  | 0  | 0 | 0 | 2     |
| 8 | Maicon           | 2  | 0  | 0  | 0 | 0 | 2     |
| 8 | Fernando         | 1  | 0  | 1  | 0 | 0 | 2     |

Nota: esta tabela lista só jogadores que marcaram mais de um golo.